# Geliebter Spinner
Geliebter Spinner ist eine britische Liebeskomödie aus dem Jahre 1963. Er zählt zu den Filmen des British New Wave. Das Drehbuch schrieben Keith Waterhouse und Willis Hall auf der Grundlage ihres Theaterstückes, das wiederum eine Adaption von Waterhouses Roman Billy, der Lügner (Originaltitel: Billy Liar) darstellte.

## Handlung
Billy Fisher lebt in Yorkshire bei seinen Eltern und seiner Großmutter. Er arbeitet als Büroangestellter eines Beerdigungsinstituts und langweilt sich. In seiner Langeweile träumt er sich in sein imaginäres Land Ambrosia, wo er ein politischer Führer und Kriegsheld ist. Außerdem erfindet er Geschichten über seine Familie, die er dadurch interessanter machen möchte. Dies bringt ihm den Spitznamen Billy Liar (Billy Lügner) ein. Als der berühmte Komödiant Danny Boon in die Stadt kommt, träumt Billy davon, seinen Job an den Nagel zu hängen und Gagschreiber zu werden. Auch seine Freundschaften zu Mädchen sind von Lügen geprägt. Er ist gleichzeitig mit Barbara und Rita befreundet. Mit fadenscheinigen Geschichten überredet er die eine, ihm den Ring, den er ihr geschenkt hat, zurückzugeben, damit er ihn der anderen geben kann und umgekehrt. Mit einem Freund spioniert er hinter der ehemaligen Freundin Liz her, die eher seinen Träumen entspricht, da sie viel reist und frei lebt.
Das Leben mit Lügen wird jedoch komplizierter, als Barbara bei einem Juwelier erfährt, dass Billy den Ring nicht, wie er ihr erzählt hat, zur Änderung abgegeben hat. Auch der berühmte Komödiant ist nicht an Billy interessiert. Eine Simultanverabredung mit Barbara und Rita in einem Nachtclub lässt er sausen, um sich mit Liz zu treffen, die ihm rät nach London zu gehen. Sein Leben zu ändern sei einfacher als gedacht. Nach dem Treffen mit Liz trifft er auf Barbara und Rita, die sich um den Ring streiten. Er verlässt den Club mit Liz. Sie scheint die einzige Person zu sein, die ihn versteht. Ihr kann er sogar von Ambrosia erzählen. Sie versuchen sich zu lieben, werden aber von seinen Freunden gestört, die sich über ihn lustig machen. Liz verabredet sich mit Billy für den Nachtzug nach London.
Billy geht nach Hause, um seine Sachen zu packen. Dort erfährt er, dass seine Großmutter schwer erkrankt ist und ins Krankenhaus gebracht wurde. Im Krankenhaus erfahren er und seine Mutter, dass die Großmutter gestorben ist. In größter Eile erreicht er noch rechtzeitig den Bahnhof, wo Liz auf ihn wartet. Billy ist vor der größten Veränderung in seinem Leben sehr aufgeregt und will unbedingt vor der Abreise Milch kaufen. Dadurch verpasst er den Zug. Liz fährt allein und hat seinen Koffer auf dem Bahnsteig zurückgelassen. Billy geht wieder nach Hause und tagträumt auf dem Heimweg über sein Leben als Armeekommandant von Ambrosia.

## Kritiken
„Satirische Komödie aus der Anfangszeit des britischen Regisseurs Schlesinger mit Julie Christie in ihrer ersten Hauptrolle. Die Karikatur des Bewußtseinszustandes ihres jungen Helden regt zum Nachdenken über die eigene Realitätsbewältigung an.“

## Auszeichnungen
Der Film wurde 1964 für sechs British Film Academy Awards nominiert, darunter Nominierungen für Tom Courtenay und Julie Christie und in der Kategorie Bester britischer Film. 1963 nahm der Film am Wettbewerb des Internationalen Filmfestivals Venedig teil.
Das British Film Institute wählte Geliebter Spinner im Jahr 1999 auf Platz 76 der besten britischen Filme aller Zeiten.